# Hamed Namouchi
Hamed Namouchi (arab. حامد ناموشي, ur. 14 lutego 1984 w Cannes) – tunezyjski piłkarz grający na pozycji ofensywnego pomocnika.

## Kariera klubowa
Rodzina Namouchiego pochodzi z Tunezji, ale on sam urodził się już we Francji. Piłkarską karierę rozpoczął w klubie AS Cannes. W 2001 roku trafił do pierwszej drużyny, grającej w trzeciej lidze, ale wystąpił zaledwie jeden raz w sezonie 2002/2003. W 2003 Hamed przeszedł do szkockiego Rangers. W Rangersach zadebiutował 5 lutego 2004 w zremisowanym 1:1 spotkaniu z Hibernian F.C., rozegranym w ramach półfinału Pucharu Ligi Szkockiej. W lidze natomiast Hamed wystąpił w 7 spotkaniach i zdobył 3 gole (pierwszego w lutowym wygranym 2:0 meczu z Kilmarnock F.C.). Na koniec sezonu został wicemistrzem Szkocji. Natomiast w sezonie 2004/2005 został mistrzem kraju (20 meczów, 2 gole w mistrzowskim sezonie). W sezonie 2005/2006 zadebiutował w rozgrywkach Ligi Mistrzów dochodząc z Rangersami do 1/8 finału, a w lidze zajął 3. pozycję.
Przed sezonem 2006/2007 menedżer Rangersów Paul Le Guen wystawił Tunezyjczyka na listę transferową. Za 750 tysięcy euro przeszedł do drużyny Ligue 1, FC Lorient. W pierwszej lidze Francji zadebiutował 9 września w zremisowanym 1:1 meczu z Le Mans FC. W Lorient grał do 2009 roku i był zazwyczaj podstawowym zawodnikiem i swoją grą przyczynił się do utrzymania zespołu w lidze. W dwóch kolejnych sezonach pełnił jednak rolę rezerwowego. Łącznie dla Lorient rozegrał 47 ligowych spotkań.
Po odejściu z Lorient Namouchi łączony był z przejściem do Sivassporu. Ostatecznie, w grudniu 2009 roku podpisał kontrakt z SC Freiburg. We Freiburgu rozegrał jedno spotkanie i latem 2010 stał się wolnym zawodnikiem. Następnie występował w takich zespołach jak Grenoble Foot 38, Étoile du Sahel, Łokomotiw Płowdiw oraz ES Le Cannet-Rocheville.
| Sezon   | Klub                    | Kraj     | Rozgrywki               | Mecze | Bramki |
| ------- | ----------------------- | -------- | ----------------------- | ----- | ------ |
| 2002/03 | AS Cannes               | Francja  | Championnat National    | 1     | 0      |
| 2003/04 | Rangers F.C.            | Szkocja  | Scottish Premier League | 7     | 3      |
| 2004/05 | Rangers F.C.            | Szkocja  | Scottish Premier League | 20    | 2      |
| 2005/06 | Rangers F.C.            | Szkocja  | Scottish Premier League | 7     | 0      |
| 2006/07 | FC Lorient              | Francja  | Ligue 1                 | 23    | 2      |
| 2007/08 | FC Lorient              | Francja  | Ligue 1                 | 13    | 1      |
| 2008/09 | FC Lorient              | Francja  | Ligue 1                 | 11    | 0      |
| 2009/10 | SC Freiburg             | Niemcy   | Bundesliga              | 1     | 0      |
| 2010/11 | Grenoble Foot 38        | Francja  | Ligue 2                 | 4     | 0      |
| 2011/12 | Étoile du Sahel         | Tunezja  | CLP 1                   | 5     | 0      |
| 2012/13 | Étoile du Sahel         | Tunezja  | CLP 1                   | 11    | 1      |
| 2013/14 | Łokomotiw Płowdiw       | Bułgaria | A PFG                   | 10    | 1      |
| 2016/17 | ES Le Cannet-Rocheville | Francja  | CFA 2                   | 8     | 0      |

## Kariera reprezentacyjna
W reprezentacji Tunezji Namouchi zadebiutował 25 marca 2005 roku w wygranym 7:0 meczu z Malawi, rozegranym w ramach eliminacji do Mistrzostw Świata w Niemczech.
W 2006 roku Hamed wystąpił w Pucharze Narodów Afryki w Egipcie i z Tunezją dotarł do ćwierćfinału. W tym samym roku został powołany przez selekcjonera Rogera Lemerre’a do kadry na Mundial w Niemczech. Tam wystąpił we wszystkich 3 meczach grupowych: zremisowanym 2:2 z Arabią Saudyjską i przegranych 1:3 z Hiszpanią oraz 0:1 z Ukrainą.